# 川内郵便局 (徳島県)
川内郵便局（かわうちゆうびんきょく）は、徳島県徳島市にある郵便局。民営化前の分類では集配特定郵便局であった。

## 概要
住所：〒771-0199 徳島県徳島市川内町沖島243-1

## 沿革
- 1909年（明治42年）3月26日 - 開設。
- 1955年（昭和30年）3月31日 - 市町村合併に伴い、徳島市内の郵便局となる。
- 1994年（平成6年） - 応神郵便局から「771-11xx」（徳島市応神町）の集配業務を移管。
- 2007年（平成19年）10月1日 - 民営化に伴い、併設された郵便事業徳島支店川内集配センターに一部業務を移管。
- 2012年（平成24年）10月1日 - 日本郵便株式会社発足に伴い、郵便事業徳島支店川内集配センターを川内郵便局に統合。

## 取扱内容
- 郵便、印紙、ゆうパック、内容証明
- 貯金、為替、振替、振込、国債
- 生命保険、バイク自賠責保険
- 郵便局のみまもりサービス
- ゆうちょ銀行ATM
- 「771-01xx」（徳島市川内町）、「771-11xx」（徳島市応神町）の集配業務

## 風景印
- 図柄は阿波十郎兵衛屋敷、お弓・お鶴の像。局名表記は「徳島・川内」
- 使用開始日は1985年（昭和60年）4月28日

## 周辺
- 徳島市役所川内支所
- 徳島市川内公民館
- 徳島市川内中学校
- 阿波銀行川内支店
- 徳島市農協川内支所
- 善集寺
- 榎瀬江湖川
- 徳島自動車道 徳島IC
- 国道11号
- 徳島県道221号富吉久木線
- 徳島県道220号川内大代線

## アクセス
- JR高徳線牟岐線 徳島駅下車。バス分。
- 徳島バス 川内支所前停留所下車。徒歩分。
- 徳島自動車道 徳島IC
- 徳島県道221号富吉久木線
- 駐車場:8台